# كارل إلز
كان كارل فريدريك إلز  (22 مايو 1821، ديساو - 21 يناير 1889، هاله) عالمًا ألمانيًا وناقدًا شكسبيرًا.

## حياته
كارل إلز هو ابن باستر كارل اوغست ويليهام إلز. درس (1839–1843)  فقه اللغة الكلاسيكي والأدب الحديث ولكن بشكل خاص الأدب الإنجليزي الحديث في جامعة لايبتزغ حيث حصل على درجة الدكتوراه فيها. كان استاذًا لبعض الوقت في الصالة الرياضية (المدرسة الاعدادية) في ديساو وتم تعيينه بشكل استثنائي عام 1875 . كان استاذًا في فقه اللغة الإنجليزية بجامعه هاله عام 1876. تتضمن قائمة الدورات لفصل الشتاء 76/1875 على محاضرة مدتها أربع ساعات، تُعطى ساعة واحدة كل يوم أيام الاثنين والثلاثاء والخميس والجمعة. القى كارل ايضًا محاضرة علنية عن مسرحية شكسبير The Merchant of Venice .
بدأ كارل إلز مسيرته الادبية بـ Englischer Liederschatz 1851 وهي مختارات من القصائد الغنائية الإنجليزية والتي تم تحريرها لفترة من الوقت في مجلة نقدية (اتلاتنس، Atlantis), وفي عام 1857 نُشرت طبعة من مسرحية هاملت لشكسبير مع ملاحظات نقدية. كما قام ايضًا بتحرير Alphonsus لجورج تشابمان 1967 وكتب السير الذاتية لوالتر سكوت وبايرون وشكسبير.
كان ناشطًا سياسيًا وعضو في the Dessau-ischen لسنوات عديدة، وقدم نصًا برمجيًا لدستور دوقية 1848 , وروج لفكرة أن «حرية الدين يجب أن تُمنح دون ضوابط حكومية».